# Десквамативная интерстициальная пневмония
Десквамативная интерстициальная пневмония (ДИП) —довольно редкое заболевание из группы ИИП, которое характеризуется мононуклеарно-клеточной инфильтрацией просвета альвеол.
В первые ДИП было описано в 1965 году.

## Эпидемиология
Эпидемиология ДИП изучена плохо. Известно, что чаще всего страдают люди среднего возраста 40-48, которые на протяжении длительного времени курили.

## Патоморфология
Ключевым признаком данного заболевания является содержание большого количества макрофагов в просвете альвеол. Альвеолярные перегородки инфильтрированы лимфоцитами, эозинофилами, иногда мезенхимальными клетками, однако, фиброз либо отсутствует, либо выражен не значительно. Поражена практически вся легочная паренхима.

## Клиническая картина
Основные клинические симптомы при ДИП:
- одышка (в начале заболевания возникает при физической нагрузке, при прогрессировании патологии — в покое);
- сухой кашель;
- крепитация;
- симптом «барабанных палочек»;
- боли в грудной клетки.

## Диагностика
Диагноз ДИП ставится на основании клинической картины, эпидемиологических факторах (курение, возраст), лабораторных и инструментальных  методах исследования.
Ключевыми инструментальными методами исследования являются:
- рентгенологическое исследование грудной клетки - картина "матового стекла";
- ФВД - снижение диффузной способности газов в легких;
- биопсия легких (при сомнительной картине)[3].

## Лечение
Первым и, наверное, главным шагом является отказ от курения, который приводит к обратному развитию заболевания. Основным медикаментозным лечением являются глюкокортикоиды (преднизолон).